# تنئن
تنئن (به ژاپنی: 天延Ten'en)؛ نام یک عصر تاریخی ژاپنی (نِنگُو) بود. این عصر بعد از تنروکو و قبل از جوگن (دوره هی‌آن) قرار داشت و از مارس ۹۷۳ تا ژوئیه ۹۷۶ میلادی به طول انجامید. در طی این عصر امپراتور آنیو امپراتورژاپن بود.